# Romeral (vulcão)
Romeral é um estratovulcão localizado no departamento de Caldas, da Colômbia.
É o vulcão Holoceno mais setentrional da América do Sul, do Cinturão vulcânico andino.